# Betty and Veronica
Betty and Veronica (também conhecido como Archie's Girls Betty and Veronica) era uma série de histórias em quadrinhos publicada pela Archie Comics com foco nas "melhores amigas e piores inimigas" Betty Cooper e Veronica Lodge. Betty apareceu pela primeira vez em Pep Comics nº 22, enquanto Veronica fez sua estreia alguns meses depois, na edição de nº 26, como rival imediata de Betty pelas afeições de Archie Andrews. Juntas, elas tornaram-se parte do clássico triângulo amoroso que se tornou um elemento básico da série em quadrinhos desde 1942.
Originalmente publicado como Archie's Girls, Betty and Veronica Annual, teve sua publicação em março de 1950 e teve 347 edições antes de terminar em abril de 1987. A série ainda incluiu adicionalmente oito publicações anuais de 1953 a 1980, intitulado de Archie's Girls Betty and Veronica Annual. O segundo volume, agora como Betty and Veronica, foi lançado em junho de 1987. Este volume terminou no final de 2015 com 278 edições (625 edições juntamente com o volume um). No terceiro volume, onde ocorre no universo New Riverdale, estreou em setembro de 2016. A série foi escrita e desenhada por Adam Hughes.

## Volume 1 (1950–1987)

### Edições significativas
Na edição nº 4, marca a estreia do artista Dan DeCarlo que fez seu primeiro trabalho para Archie Comics, começando uma carreira de cinquenta anos na editora. A edição nº 118 (outubro de 1965) apresentou a primeira aparição do alter ego do super-herói de Betty, Superteen, uma paródia dos quadrinhos populares de super-heróis da época. A edição nº 320 (outubro 1982) apresentou a primeira aparição de Cheryl Blossom, uma ruiva de Pembroke que competiu com Betty e Veronica pelo carinho de Archie.

## Volume 2 (1987–2015)

### Histórias
As histórias se centram na vida diária em Riverdale, que inclui escola, esportes, empregos de meio período e romance. A maioria das histórias geralmente mostra as duas jovens enquanto lutam pelos afetos de Archie. Ocasionalmente, as histórias se aprofundar em assuntos mais sérios, como divórcio ou trapaça. Em 2007, um teste de aparência mais realista foi dado os personagens, mas em 2008 os personagens tinham voltado às suas aparências tradicionais.

## Volume 3 (2016–2017)

### Enredo
Betty and Veronica foi relançado em 2016 como um dos títulos de New Riverdale. A série foca no Chocklit Shoppe do Pops, que está sendo assumido por uma grande empresa de café do pai de Veronica. Betty e Veronica têm pontos de vista opostos sobre o assunto.